# スズキ・GSX250R
GSX250R（ジーエスエックス250アール）は、スズキが販売しているスポーツタイプのオートバイ（普通自動二輪車）である。

## 概要
GSR250（以下GSR）シリーズをベースとして開発され、2016年に生産メーカーである中国の常州豪爵鈴木摩托車有限公司が先行発表したのち、同年のEICMA（ミラノショー）でグローバル向け車両として発表された。
なお車名において排気量の数字が R の前に入る形で表記されているのは、かつて発売していたレーサーレプリカモデルの『GSX-R250』とは異なる位置付けにあるためで、同様にスーパースポーツのGSX-Rシリーズから外されている例として「隼」の型番『GSX1300R』がある。

## GSX250R
日本仕様のGSX250Rは2017年1月に発表され、同年4月17日より発売された。車体はデザインを最優先にしながらライダーの扱いやすさも考慮して設計されているが、フレームなど部品は基本的にGSR250から流用されている。
GSRからの改良部分としては、GSX-Rシリーズを意識したデザインのフルカウルを装備し、座席部分の構造を軽量化しつつ変更した。ハンドルはセパレート式を採用したが、ポジションを高めに設定しガソリンタンクの容量を15Lに拡大することでツーリングにも配慮されている。また前後ホイールは10本スポークタイプのキャストホイールに換装しペタル式ブレーキディスクを装備している。
なお日本国外仕様ではABS仕様も発表されていたが、2020年12月25日に発売された2021年モデル(M1)から日本国内仕様にもABS搭載モデルが追加された。重量は3kg増しの181kgとなった。
他にもGSRからセンタースタンドを取り外し、左右2本出しのマフラーを右1本出しに換装する変更を受けており、これらの構造変更でGSRのF仕様と比べ車両重量を11kg軽量化している。
エンジンもGSRのものから内部構造を改良することで平成28年環境規制に適合させており、新たに装備したマフラーと合わせて規制への適正化を行っている。なおセッティングはGSR同様に扱いやすさと燃費を優先させるため低中回転域のトルクを重視させている。
灯火類はテールとフロントポジションにLEDを使用し、メーターは1画面タイプの液晶セグメント式のものを搭載している。